# Koya University
Die Koya University (kurdisch زانکۆی کۆیە Zanîngeha Koyeyê, deutsch ‚Universität Koya‘) ist eine staatliche Universität in der kurdischen Stadt Koya in der Autonomen Region Kurdistan im Irak. Sie wurde im Jahr 2003 gegründet und liegt ca. 78 km östlich von Erbil. Der internationale Name lautet Koya University.
Die Universität hat vier Fakultäten – Geistes- und Sozialwissenschaften, Erziehungswissenschaften, Natur- und Gesundheitswissenschaften und Ingenieurwissenschaften.
Die Hochschule ist Mitglied der International Association of Universities (IAU).

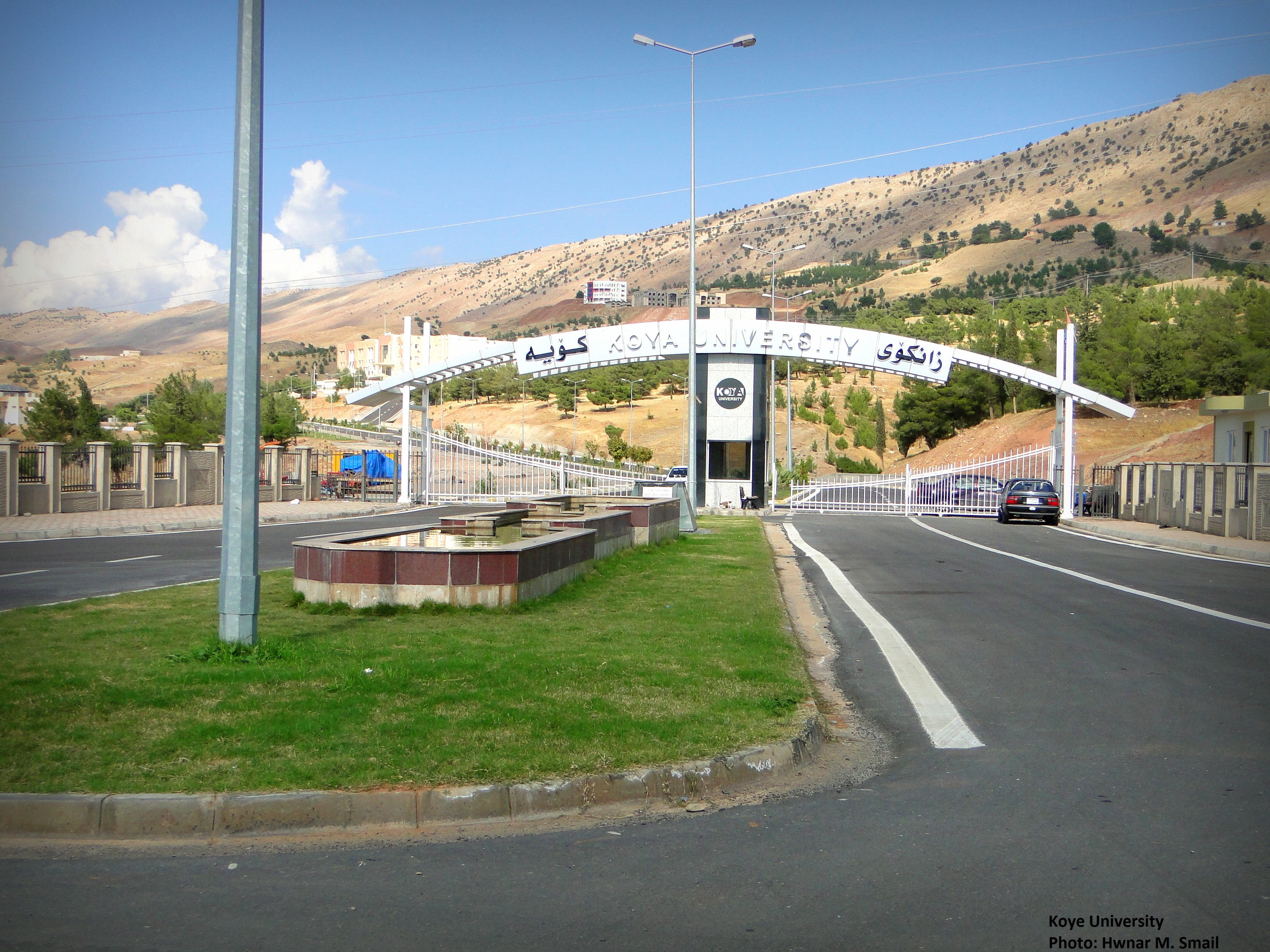
Haupteingang der Universität Koya